# Herculaisia melaleuca
Herculaisia melaleuca är en skalbaggsart som beskrevs av Leon Fairmaire 1899. Herculaisia melaleuca ingår i släktet Herculaisia och familjen Cetoniidae. Inga underarter finns listade i Catalogue of Life.